# Велика Вочерма
Велика Воче́рма (рос. Большая Вочерма, марій. Кугу Вочарма) — присілок у складі Марі-Турецького району Марій Ел, Росія. Входить до складу Косолаповського сільського поселення.

## Населення
Населення — 89 осіб (2010; 107 у 2002).
Національний склад (станом на 2002 рік):
- марійці — 96 %